# Juan de San Miguel
Juan de San Miguel, conocido como Fray Juan de San Miguel fue un fray, misionero, apóstol franciscano y legislador quien se volverá meritorio para Michoacán al atribuírsele la fundación y ordenamiento de una serie de pueblos entre los que aparecen Morelia, Uruapan, Tarecuato, Patamban y otros que lo consideran como su fundador.
Llegó a Nueva España por los años 1529 o 1530 según Beaumont. Lo único que se sabe antes de su venida a América es que profesó en Andalucía. Tampoco se sabe con certeza su llegada a Michoacán antiguo Estado Tarasco (Reino de Michoacán), pero se cree que fue en 1531.En el reino fundó el Colegio de San Miguel de Guayangareo.
Fundaciones
- San Miguel de Acámbaro
- San Miguel de Charo
- San Miguel de Guayangareo
- San Francisco de Uruapan
- San Francisco Patamban
- San Miguel de Tlazazalca
- San Miguel de Tarecuato
- San Miguel el Grande
- San Miguel Huarachita